# Дзета Малой Медведицы
Алиф аль Фаркадин (ζ UMi) — пятая по светимости звезда в созвездии Малой Медведицы.

## Описание
Дзета Малой Медведицы — одиночная звезда главной последовательности спектрального класса А3Vn, имеющая видимую звездную величину 4,27m. По данным Gaia на 2019 год имеет среднюю температуру 8733К (8420.75К — 9302.0К), средняя светимость в солнечных 191,78L☉, радиус звезды 6,2R☉, масса звезды точно не определена, но приблизительно можно считать в пределах от 2,5M☉ до 4,5M☉, возраст около 180 млн лет. Звезда находится в 337,18 световых годах от Земли.

## Наименование звезды
Алиф аль Фаркадин имеет арабское название, источники именуют его Ahfa al Farcadin.